# Конвой SC 94
Конвой SC 94 (англ. Convoy SC 94) — 94-й атлантичний конвой серії SC у кількості 35 транспортних суден, що в супроводженні союзних кораблів ескортної групи C1 прямував від морських портів Північної Америки до Британських островів.

## Історія конвою
Конвой SC 94 у кількості 35 транспортних суден вийшов 31 липня з Сідні на східному узбережжі острова Кейп-Бретон у Новій Шотландії під охороною Середньоокеанської ескортної групи C1, яка складалася з канадського есмінця та п'яти британських і канадських корветів. 5 серпня U-593 повідомив про конвой і торпедував голландське вантажне судно «Спар». 6 серпня радар типу 286 есмінця «Ассінібойн» виявив U-210 у сильному тумані. Есмінець вийшов на контакт і двічі короткочасно бачив підводний човен, перш ніж втратив його в тумані. Підводний човен знову з'явився, пройшовши на відстані 45 м від носової частини есмінця і обидва кораблі відкрили вогонь. Дистанція була занадто близькою для 4,7-дюймових (119 мм) гармат «Ассінібойна», але його кулемети калібру .50 розстріляли палубу підводного човна і фальш-башту. Внаслідок вогневого зіткнення обидва кораблі зазнали певних пошкоджень, але німецька субмарина, втративши спроможність вести бій, спробувала піти на глибину. «Ассінібойн» зміг скористатися цим і протаранив U-210 за кормою башти під час занурення. Коли U-210 сплив, есмінець знову протаранив його, скинувши глибинні бомби, налаштовані на вибух на невеликій глибині, і ще раз влучив у човен 4,7-дюймовим снарядом, перш ніж субмарина остаточно пішла на дно.
З 7 серпня німецькі човни U-174, U-176, U-256, U-438, U-660 і U-705 посилили «вовчу зграю» «Штайнбрінк». До середини 8 серпня всі атаки U-597, U-605, U-607, U-660 і U-704 були невдалими або завершилися промахами. Тоді U-176 і U-379 атакували майже одночасно і потопили три і два судна відповідно. Зіткнувшись з першими за майже рік серйозними атаками на північноатлантичному маршруті, деякі члени екіпажів торгових суден запанікували. Три судна безпідставно зійшли з маршрута, а одне з них потопив U-176.
Ескорт був посилений польським есмінцем «Блискавиця» та британським есмінцем «Брук», які організували відсіч атакам противника: «Діантус» потопив U-379. Есмінці, завдяки оснащенню HF/DF, всю ніч забезпечували проведення контратак на ворожі човни, і їм вдалося утримати гітлерівські субмарини на відстані. Лише U-595 та U-607 здійснили спробу атакувати ескорт і транспорти конвою, але обидва промахнулися.
Ближче до ранку всі кораблі ескорту, окрім корвета «Прімроуз», відстали від конвою, даючи відсіч підводним човнам, але, на щастя для транспортних суден, конвой вийшов із небезпечної зони і незабаром контроль над ним узяв повітряний супровід 120-ї ескадрильї.
Протягом дня 9 серпня U-174, U-254, U-256 і U-704, а також вранці 10 числа U-597 провели останню атаку на конвой, але жодного влучення не зафіксовано. В середині дня повітряний ескорт тимчасово припинив своє патрулювання й повернувся на базу, а оскільки більша частина ескорту все ще проводила протичовнові дії в тильній смузі, U-438 і U-660 змогли швидко прорватися до беззахисних суден та потопити три і одне судно відповідно.

## Кораблі та судна конвою SC 94[1]

### Транспортні судна
Позначення
| Назва                  | Прапор              | Тоннаж (GRT) | Прим.                                            |
| ---------------------- | ------------------- | ------------ | ------------------------------------------------ |
| Aghios Spyridon (1905) | Грецьке королівство | 3 338        |                                                  |
| Anneberg (1902)        | Велика Британія     | 2 537        | 8 серпня потоплено U-379                         |
| Bifrost (1923)         | Швеція              | 4 949        |                                                  |
| Boston City (1920)     | Велика Британія     | 2 870        |                                                  |
| Brisk (1923)           | Норвегія            | 1 594        |                                                  |
| Cape Race (1930)       | Велика Британія     | 3 804        | 10 серпня потоплено U-660                        |
| Castilian (1919)       | Велика Британія     | 3 067        |                                                  |
| Condylis (1914)        | Грецьке королівство | 3 804        | 10 серпня потоплено U-660 і U-438                |
| Daleby (1929)          | Велика Британія     | 4 640        |                                                  |
| Drakepool (1924)       | Велика Британія     | 4 838        |                                                  |
| Empire Antelope (1919) | Велика Британія     | 4 945        |                                                  |
| Empire Moonbeam (1941) | Велика Британія     | 6 849        |                                                  |
| Empire Reindeer (1919) | Велика Британія     | 6 259        | 10 серпня потоплено U-660                        |
| Empire Scout (1936)    | Велика Британія     | 2 229        | судно віце-командора конвою                      |
| Hagood (1919)          | США                 | 6 866        |                                                  |
| Illinoian (1918)       | США                 | 6 473        |                                                  |
| Inger Lise (1939)      | Норвегія            | 1 582        |                                                  |
| Ingerfem (1912)        | Норвегія            | 3 987        |                                                  |
| Kaimoku (1919)         | США                 | 6 367        | 8 серпня потоплено U-379                         |
| Kelso (1924)           | Велика Британія     | 3 956        | 8 серпня потоплено U-176                         |
| Mars (1925)            | Нідерланди          | 1 582        |                                                  |
| Melmore Head (1918)    | Велика Британія     | 5 273        |                                                  |
| Mount Kassion (1918)   | Грецьке королівство | 5 273        | 8 серпня потоплено U-176                         |
| Mount Pelion (1917)    | Грецьке королівство | 5 655        |                                                  |
| Norelg (1920)          | Норвегія            | 6 103        |                                                  |
| Oregon (1920)          | Велика Британія     | 6 008        | 10 серпня потоплено U-660 і U-438                |
| Osric (1919)           | Швеція              | 1 418        |                                                  |
| Panos (1920)           | Велика Британія     | 4 914        |                                                  |
| Penolver (1912)        | Велика Британія     | 3 721        |                                                  |
| Radchurch (1910)       | Велика Британія     | 3 701        | 9 серпня потоплено U-176                         |
| Spar (1924)            | Нідерланди          | 3 616        | 5 серпня потоплено U-593                         |
| Trehata (1928)         | Велика Британія     | 4 817        | судно командора конвою; 8 серпня потоплено U-176 |
| Tynemouth (1940)       | Велика Британія     | 3 168        |                                                  |
| Veni (1901)            | Норвегія            | 2 982        |                                                  |
| Willemsplein (1910)    | Нідерланди          | 5 489        |                                                  |

### Кораблі ескорту
| Назва        | Прапор                                  | Тип корабля                       | Прим.                |
| ------------ | --------------------------------------- | --------------------------------- | -------------------- |
| «Ассінібойн» | Військово-морські сили Канади           | есмінець типу «Рівер»             | 31 липня — 13 серпня |
| «Беттлфорд»  | Військово-морські сили Канади           | корвет типу «Флавер»              | 31 липня — 13 серпня |
| «Блискавиця» | Військово-морські сили Польщі           | ескадрений міноносець типу «Грім» | 8 — 13 серпня        |
| «Брук»       | Військово-морські сили Великої Британії | лідер есмінців типу «Торнікрофт»  | 8 — 13 серпня        |
| «Чилівак»    | Військово-морські сили Канади           | корвет типу «Флавер»              | 31 липня — 13 серпня |
| «Діантус»    | Військово-морські сили Великої Британії | корвет типу «Флавер»              | 31 липня — 8 серпня  |
| «Настуртіум» | Військово-морські сили Великої Британії | корвет типу «Флавер»              | 31 липня — 13 серпня |
| «Оріліа»     | Військово-морські сили Канади           | корвет типу «Флавер»              | 31 липня — 13 серпня |
| «Прімроуз»   | Військово-морські сили Великої Британії | корвет типу «Флавер»              | 31 липня — 13 серпня |

## Підводні човни, що брали участь в атаці на конвой
| Назва | Тип       | Командир                                        | Результати атаки |
| ----- | --------- | ----------------------------------------------- | --- |
| U-71  | типу VIIC | оберлейтенант-цур-зее Гардо Родлер фон Ройтберг | не здобув |
| U-210 | типу VIIC | корветтен-капітан Рудольф Лемке†                | не здобув; 6 серпня потоплений південніше мису Фарвель глибинними бомбами, артилерією та тараном канадського есмінця «Ассінібойн»                      |
| U-379 | типу VIIC | корветтен-капітан Пауль-Гуго Кеттнер†           | 8 серпня потопив Anneberg і Kaimoku; того ж дня потоплений південно-східніше мису Фарвель глибинними бомбами та тараном британського корвета «Діантус» |
| U-454 | типу VIIC | капітан-лейтенант Буркгард Гаклендер            | не здобув |
| U-593 | типу VIIC | капітан-лейтенант Герд Кельблінг                | 5 серпня потопив Spar |
| U-597 | типу VIIC | корветтен-капітан Ебергард Бопст                | не здобув |
| U-607 | типу VIIC | капітан-лейтенант Ернст Менгерзен               | не здобув |
| U-704 | типу VIIC | капітан-лейтенант Горст Вільгельм Кесслер       | не здобув |

| Назва | Тип       | Командир                              | Результати атаки                                                            |
| ----- | --------- | ------------------------------------- | --------------------------------------------------------------------------- |
| U-174 | типу IXC  | фрегаттен-капітан Ульріх Тіло         | не здобув                                                                   |
| U-176 | типу IXC  | корветтен-капітан Райнер Дірксен      | 8 серпня потопив Kelso, Mount Kassion і Trehata; 9 серпня — Radchurch       |
| U-254 | типу VIIC | капітан-лейтенант Ганс Гілардоне      | не здобув                                                                   |
| U-256 | типу VIIC | капітан-лейтенант Одо Леве            | не здобув                                                                   |
| U-438 | типу VIIC | капітан-лейтенант Рудольф Франціус    | 10 серпня потопив Condylis і Oregon                                         |
| U-595 | типу VIIC | капітан-лейтенант Юрген Квет-Фаслем   | не здобув                                                                   |
| U-605 | типу VIIC | капітан-лейтенант Герберт-Віктор Шюце | не здобув                                                                   |
| U-660 | типу VIIC | капітан-лейтенант Гец Баур            | 10 серпня потопив Cape Race і Empire Reindeer та пошкодив Condylis і Oregon |
| U-705 | типу VIIC | капітан-лейтенант Карл-Горст Горн     | не здобув                                                                   |